# Martin van Maële
Martin van Maële, pseudonimo di Maurice François Alfred Martin van Maële (Boulogne-sur-Seine, 12 ottobre 1863 – Varennes-Jarcy, 5 settembre 1926), è stato un artista e illustratore francese specializzato in illustrazioni erotiche, tra i più famosi agli inizi del XX secolo.

## Biografia
Nasce il 12 ottobre 1863 nel comune di Boulogne-sur-Seine (oggi Boulogne-Billancourt), un tempo importante centro industriale nei pressi di Parigi.
I suoi genitori erano Virginie Mathilde Jeanne van Maële e Louis Alfred Martin (lui stesso incisore e poi insegnante presso l'Accademia di belle arti di Ginevra). Il suo pseudonimo, Martin van Maële, è una combinazione tra il nome da nubile della madre e il cognome del padre. A volte viene anche usato lo pseudonimo A. Van Troizem.
Sposa Marie Françoise Genet, senza avere figli.
Muore il 5 settembre 1926, all'età di 62 anni, e viene sepolto nel cimitero di Varennes-Jarcy.

## Carriera
Attivo tra il 1901 al 1926, ha lavorato principalmente a Bruxelles e a Parigi. Inizia la sua carriera illustrando I primi uomini sulla Luna di H. G. Wells, pubblicato da Félix Juven. L'anno seguente illustra alcune copertine di avventure di Sherlock Holmes, pubblicate dallo stesso editore. Sempre nel 1901, inizia a lavorare per l'editore erotico Charles Carrington, illustrando opere di letteratura sadomaso, ma anche di Anatole France e di Apuleio.
Van Maële pubblica, nel 1905, un'opera più personale: La Grande Danse macabre des vifs (La Grande Danza macabra dei vivi), composta da quattro serie di dieci illustrazioni satiriche ed umoristiche, nelle quali la sessualità viene mostrata come il primo presagio della morte.
Dopo l'espulsione dalla Francia di Carrington, nel 1907, inizia a lavorare per Jules Chevrel e illustra opere di Choderlos de Laclos, Diderot e Michelet.
Dal 1909 al 1919, probabilmente a causa della guerra, van Maële pubblica solamente cinque libri.
Dal 1920 lavora con Jean Fort, continuando ad illustrare classici della letteratura erotica (Pietro Aretino, Verlaine, Sorel, ecc.).
Van Maële morì nel 1926, mentre finiva di illustrare alcune opere di Pietro Aretino.